# 3. ceremonia wręczenia nagród British Academy Games Awards
3. ceremonia wręczenia nagród British Academy Gamdes Awards za rok 2005 i pierwszą połowę 2006 roku, zwana ze względu na sponsoring British Academy Video Games Awards in Association with N-Gage & PC World, odbyła się we wtorek 5 października 2006 roku w The Roundhouse, w Londynie. Galę poprowadził brytyjski prezenter telewizyjny Vernon Kay. Gra Tom Clancy’s Ghost Recon Advanced Warfighter otrzymała nagrodę za najlepszą grę i najwięcej nominacji razem z LocoRoco – po 8.

## Zwycięzcy i nominowani

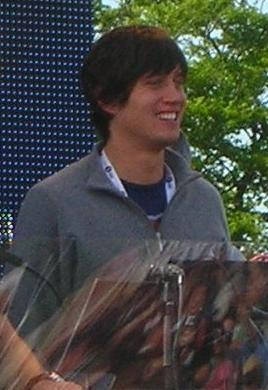
Vernon Kay był gospodarzem 3. ceremonii rozdania BAFTA Games Awards.

Zwycięskie gry zostały wyróżnione pogrubioną czcionką

### Nagrody BAFTA – Kategorie konkurencje
| Akcja i przygoda – sponsorowane przez PC World (Action And Adventure sponsored by PC World) - Shadow of the Colossus - The Elder Scrolls IV: Oblivion - Metroid Prime Hunters - Tomb Raider: Legenda - Tom Clancy’s Ghost Recon Advanced Warfighter - We Love Katamari | Gra dla dzieci (Children's) - LocoRoco - Daxter - Ice Age 2: The Meltdown - Lego Star Wars II: The Original Trilogy - New Super Mario Bros. - We Love Katamari |
| Gra sportowa (Sports) - Fight Night Round 3 - FIFA World Cup 2006 - Football Manager 2006 - MotoGP '06 - Pro Evolution Soccer - Rockstar Games Presents Table Tennis                                                                                                   | Licencjonowana ścieżka dźwiękowa (Soundtrack) - Guitar Hero - B-Boy - Reservoir Dogs: Wściekłe Psy - SingStar Rocks! |
| Multiplayer (Multiplayer) - Dungeons And Dragons Online: Stormreach - Animal Crossing: Wild World - Battlefield 2: Modern Combat - FIFA World Cup 2006 - Guild Wars: Factions - Tom Clancy’s Ghost Recon Advanced Warfighter                                           | Najlepsza gra – sponsorowane przez PC World (Game sponsored by PC World in 2006) - Tom Clancy’s Ghost Recon Advanced Warfighter - Black - Dr Kawashima's Brain Training: How Old is Your Brain? - Guitar Hero - Hitman: Krwawa forsa - Lego Star Wars II: The Original Trilogy |
| Oryginalna muzyka (Original Score) - Tomb Raider: Legenda - Dragon Quest VIII: Journey of the Cursed King - The Elder Scrolls IV: Oblivion - LocoRoco - The Movies - Shadow of the Colossus                                                                            | Oryginalność (Innovation) - Dr Kawashima's Brain Training: How Old Is Your Brain? - Electroplankton - Guitar Hero - LocoRoco - Shadow of the Colossus - We Love Katamari |
| Osiągnięcie w udźwiękowieniu (Audio Achievement) - Electroplankton - Black - LocoRoco - Tomb Raider: Legenda - Tom Clancy’s Ghost Recon Advanced Warfighter - We Love Katamari                                                                                         | Party games (Casual and Social) - Buzz! The BIG Quiz - Dr Kawashima's Brain Training: How Old is Your Brain? - Electroplankton - Guitar Hero - LocoRoco - SingStar Rocks! |
| Postać (Character) - LocoRoco w grze LocoRoco - Agent 47 w grze Hitman: Krwawa forsa - Han Solo w Lego Star Wars II: The Original Trilogy - Lara Croft w Tomb Raider: Legenda - Rouge w Rogue Trooper                                                                  | Osiągnięcie artystyczne (Artistic Achievement) - Shadow of the Colossus - Black - The Elder Scrolls IV: Oblivion - Hitman: Krwawa forsa - LocoRoco - We Love Katamari |
| Osiągnięcie techniczne (Technical Achievement sponsored by Skillset) - Tom Clancy’s Ghost Recon Advanced Warfighter - Battlefield 2: Modern Combat - Black - Burnout Revenge - Just Cause - Shadow of the Colossus                                                     | Rozgrywka – sponsorowane przez Nokia N-Gage (Gameplay sponsored by Nokia N-Gage) - Lego Star Wars II: The Original Trilogy - The Elder Scrolls IV: Oblivion - Guitar Hero - LocoRoco - Tom Clancy’s Ghost Recon Advanced Warfighter - We Love Katamari                         |
| Scenariusz (Screenplay) - Psychonauts - The Elder Scrolls IV: Oblivion - Rogue Trooper - Tomb Raider: Legenda - Tom Clancy’s Ghost Recon Advanced Warfighter - 24: The Game                                                                                            | Strategia (Strategy) - Rise and Fall: Civilizations at War - Age Of Empires: The Age Of Kings - Football Manager 2006 - Medieval II: Total War - Sid Meier's Civilization IV Warlords - Tom Clancy’s Ghost Recon Advanced Warfighter                                           |
| Symulacja (Simulation) - The Movies - Championship Manager 2006 - Lockheed C-130 Hercules - Football Manager 2006 - Rockstar Games Presents Table Tennis - Trauma Center: Under the Knife                                                                              | |
| Źródło: BAFTA.org, Gry-Online | |

### Gamers' Award sponsored by Nokia N-Gage
Gra roku została wyłoniona w głosowaniu publicznym przez czytelników The Sun.
- 24: The Mobile Game
  - Civilization for N-Gage
  - Diner Dash
  - Lemmings
  - Namco Classics Pac-Man
  - Platinum Sudoku
  - The Sims
  - Sonic the Hedgehog Part One
  - Tetris Mania
  - Who Wants to Be a Millionaire?

## Gry, które otrzymały wiele nagród lub nominacji
| Nominacje | Gra                                                    |
| --------- | ------------------------------------------------------ |
| 8         | Tom Clancy’s Ghost Recon Advanced Warfighter           |
| 8         | LocoRoco                                               |
| 6         | We Love Katamari                                       |
| 5         | Guitar Hero                                            |
| 5         | Shadow of the Colossus                                 |
| 5         | The Elder Scrolls IV: Oblivion                         |
| 5         | Tomb Raider: Legenda                                   |
| 4         | Black                                                  |
| 4         | Lego Star Wars II: The Original Trilogy                |
| 3         | Dr. Kawashima's Brain Training: How Old Is Your Brain? |
| 3         | Electroplankton                                        |
| 3         | Football Manager 2006                                  |
| 3         | Hitman: Krwawa forsa                                   |
| 2         | Battlefield 2: Modern Combat                           |
| 2         | FIFA World Cup 2006                                    |
| 2         | Rockstar Games Presents Table Tennis                   |
| 2         | Rogue Trooper                                          |
| 2         | SingStar Rocks!                                        |
| 2         | The Movies                                             |

| Nagrody | gra                                          |
| ------- | -------------------------------------------- |
| 2       | Tom Clancy’s Ghost Recon Advanced Warfighter |
| 2       | LocoRoco                                     |
| 2       | Shadow of the Colossus                       |